# Eventi sportivi nel 2007
Maggiori eventi sportivi del 2007 a livello internazionale, ordinati per disciplina.

## Scherma
- 19 - 21 gennaio: Campionato del mediterraneo di scherma, Siracusa,  Italia
- 8 - 12 marzo: Campionati europei cadetti, Novi Sad,  Serbia
- 13 - 14 aprile: Campionato mondiale giovanile di scherma, Belek,  Turchia
- 13 - 14 aprile: Campionato mondiale cadetti di scherma, Belek,  Turchia
- 2 - 7 luglio: Campionato europeo di scherma, Gand,  Belgio
- 11 - 15 luglio: Campionati italiani di scherma, Napoli,  Italia
- 11 - 16 agosto: Giochi mondiali universitari di scherma, Bangkok,  Thailandia
- 28 settembre - 7 ottobre: Campionato mondiale di scherma, San Pietroburgo,  Russia
- 30 ottobre - 4 novembre: Campionati europei juniores di scherma 2007, Praga,  Rep. Ceca